# Тёдзиро
Танака Тёдзиро (яп. 田中長次郎 танака тё:дзиро:), род. 1516 (?) — ум. между 1589 и 1592, Киото (?), Япония) — японский керамист, основатель школы Раку.

## Биография
Родился в семье корейских иммигрантов (возможно, китайских, именно эту версию поддерживают потомки мастера). Его отец Амэя, прибывший в Японию в середине XVI века, стал приёмным сыном в японской семье Сасаки, вероятно, занимавшейся изготовлением черепицы. Тёдзиро, как и отец, проживал в Киото. Занимался керамической скульптурой и изготовлением кровельной черепицы. Выполнил работы для дворца Тоётоми Хидэёси Юракудай в Киото: черепица и декоративные украшения для крыши. Старейшая из сохранившихся работа мастера — керамическая фигура льва, относящаяся к 1574 году. Также, возможно, руке Тёдзиро принадлежит первая в мире квадратная чашка (или, по крайней мере, самая ранняя из сохранившихся до нашего времени).
Первая чайная керамика Тёдзиро создана в 1579 году (по предположению искусствоведов). По заказу мастера чайных церемоний Сэн-но Рикю Тёдзиро выполнил керамическую посуду, отражавшую идеалы простоты, безыскусности и строгости, лежащие в основе эстетического канона разработанных им церемоний. Сэн-но Рикю создал принципиально новый стиль чаепития. Он отказался от роскошных церемоний и декоративной посуды, которую в большинстве случаев ввозили из Китая и Кореи. Керамика Тёдзиро идеально соответствовала этому новому стилю и стала обязательным атрибутом при проведении чайных церемоний при дворе. К 1584 году относится указ Тоётоми Хидэёси, оригинал которого сохранился до нашего времени, дарующий Тёдзиро творческое имя «Раку» (яп. 楽, «наслаждение» или «простота», «естественность»), которое превратилось в название школы и наследственную фамилию потомков Тёдзиро.

## Особенности творчества
Чаши Тёдзиро покрыты чёрной и красной глазурью (куро-раку — чёрные, и ака-раку — красные чаши). Они изготовлялись вручную, а не на гончарном круге, их отличают значительные размеры, благородство, сдержанность и простота, шероховатость на ощупь. Лепка дает чашам асимметрию и неравномерность толщины стенок. Чаши имеют цилиндрическую (а не коническую, как в Китае) форму и широкое дно. На поверхности многих изделий присутствует сетка трещин, глазурь часто нанесена намеренно неровно, неоднородно, иногда стекает каплями по поверхности. Чаши «вписаны в руку» и часто рассчитаны на конкретного заказчика. Работы мастера отражают принципы стиля «ваби-саби» (в основе которого лежат простота и безыскусность, концепция «ваби» тесно связана с дзэн-буддизмом).
Технические секреты изготовления керамических изделий Тёдзиро держались в тайне и сохранились до наших дней, переходя от отца к сыну. Часто наследником становился представитель боковой ветви семьи, зять мастера, его приёмный сын, как было и в отношении преемника самого Тёдзиро — Дзёкэя, ?—1635). Переход мастерства от поколения к поколению настолько строго не соблюдала ни одна из японских школ керамики.
Обжиг изделия осуществлялся в небольшой муфельной печи на углях с температурой до 800°С на протяжении двадцати четырёх часов. Чёрные чаши покрывались свинцовой глазурью. В её состав входили оксид железа и оксид кремния, в малом количестве: оксид кальция, марганца, калия, натрия, титана, глинозём и кремнезём, примеси. Фактура была результатом длительного обжига и охлаждения при температуре окружающего воздуха. Такой метод создавал сеть трещин на поверхности. Использовались местные породы глины, добытые вблизи Киото.
Некоторые из работ Тёдзюро имеют статус национального культурного достояния Японии. Среди них: «Двухцветный лев» в собрании Музея Раку, «Мукигури», она же «Очищенный каштан» (коллекция Агентства по делам культуры Японии), «Муитибуцу», она же «Ничего не иметь» (Музей изобразительных искусств Эгава).
В настоящее время в Киото существует музей семьи Раку, где наряду с постоянными экспозициями проводятся временные выставки. Ежемесячно здесь читают лекции, которые проводятся в форме чаепития с использованием чаш, изготовленных лично XV главой школы Раку, Раку Китидзаэмоном, специально к этому событию. Музей был основан в 1978 году XIV главой школы Раку — Какуню (Китидзаэмон XIV). До этого момента данная коллекция керамики Тёдзиро хранилась в семье Раку. Кроме коллекции Музея Раку работами мастера обладают собрания школ чайной церемонии Омотэсэнкэ и Урасэнкэ и государственные музеи Японии. Обе школы были основаны потомками Рикю. Летом 2015 года крупная выставка работ школы Раку, включающая и произведения Тёдзиро, прошла в Государственном Эрмитаже и ГМИИ им. А. С. Пушкина.
В Европе работы Тёдзиро стали известны в первой половине XX века благодаря статьям и керамике в стиле раку английского керамиста Бернарда Лича. Он долго жил в Японии, а вернувшись на родину, открыл керамическую мастерскую. Его гончарная мастерская отошла потомкам и стала наследственной.

## Галерея

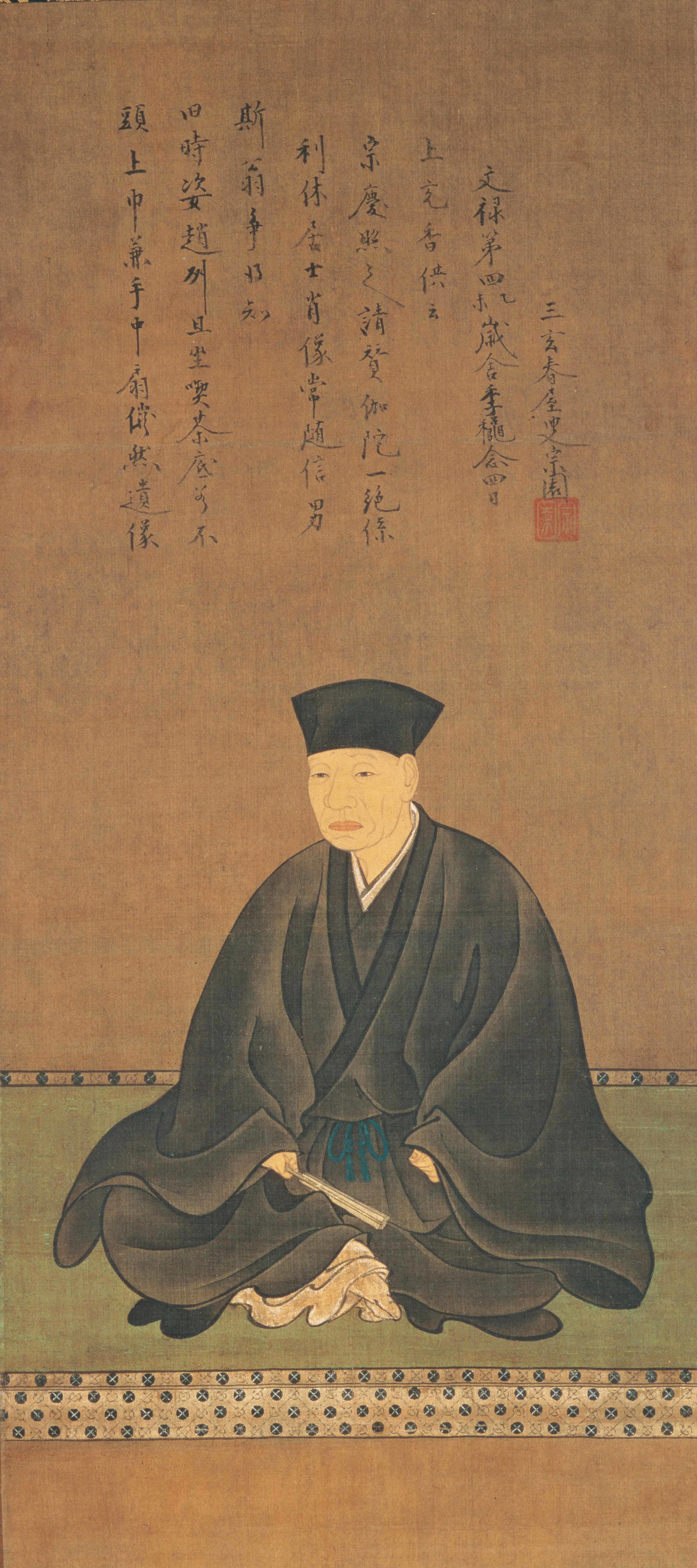
Сэн-но Рикю — друг и многолетний сотрудник мастера.
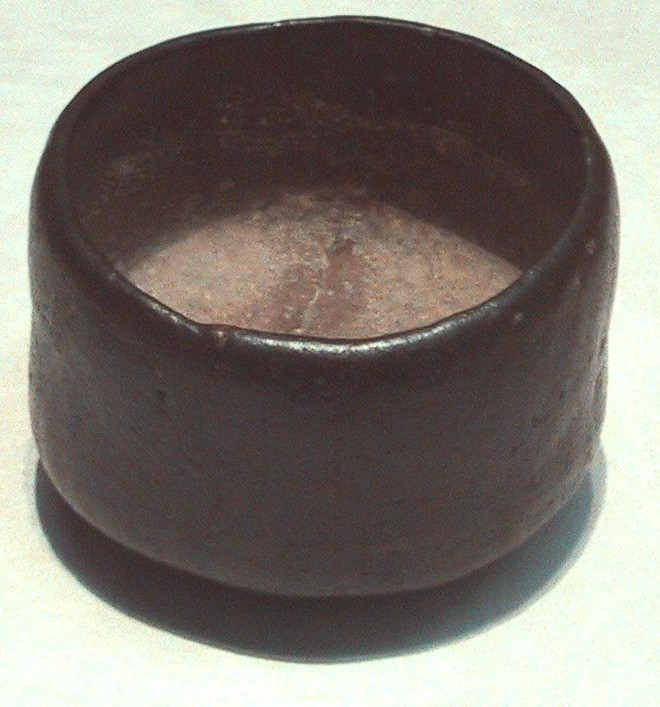
Чёрная чаша. Мастерская Тёдзиро. XVI век.
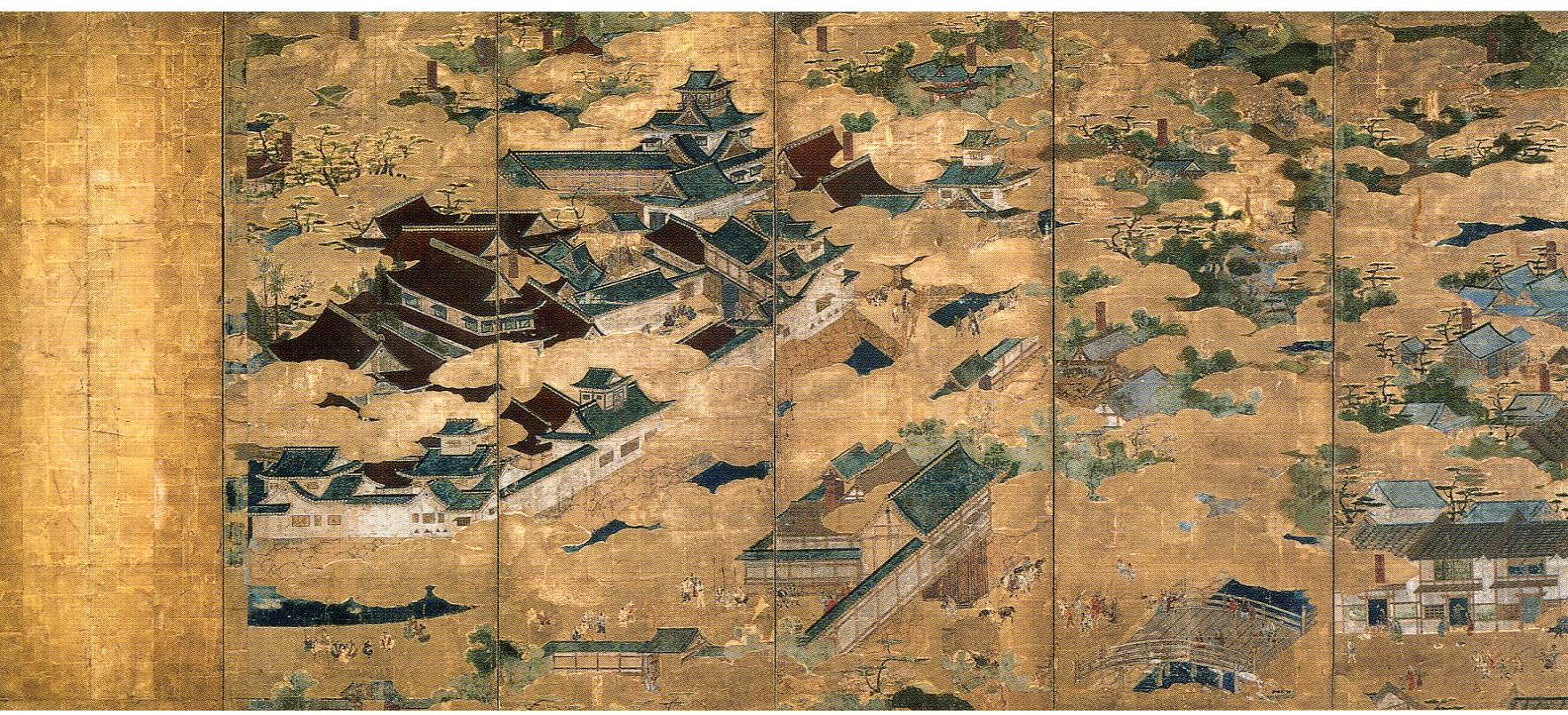
Замок Юракудай на японской ширме XVI века (замок был демонтирован в 1595 году).
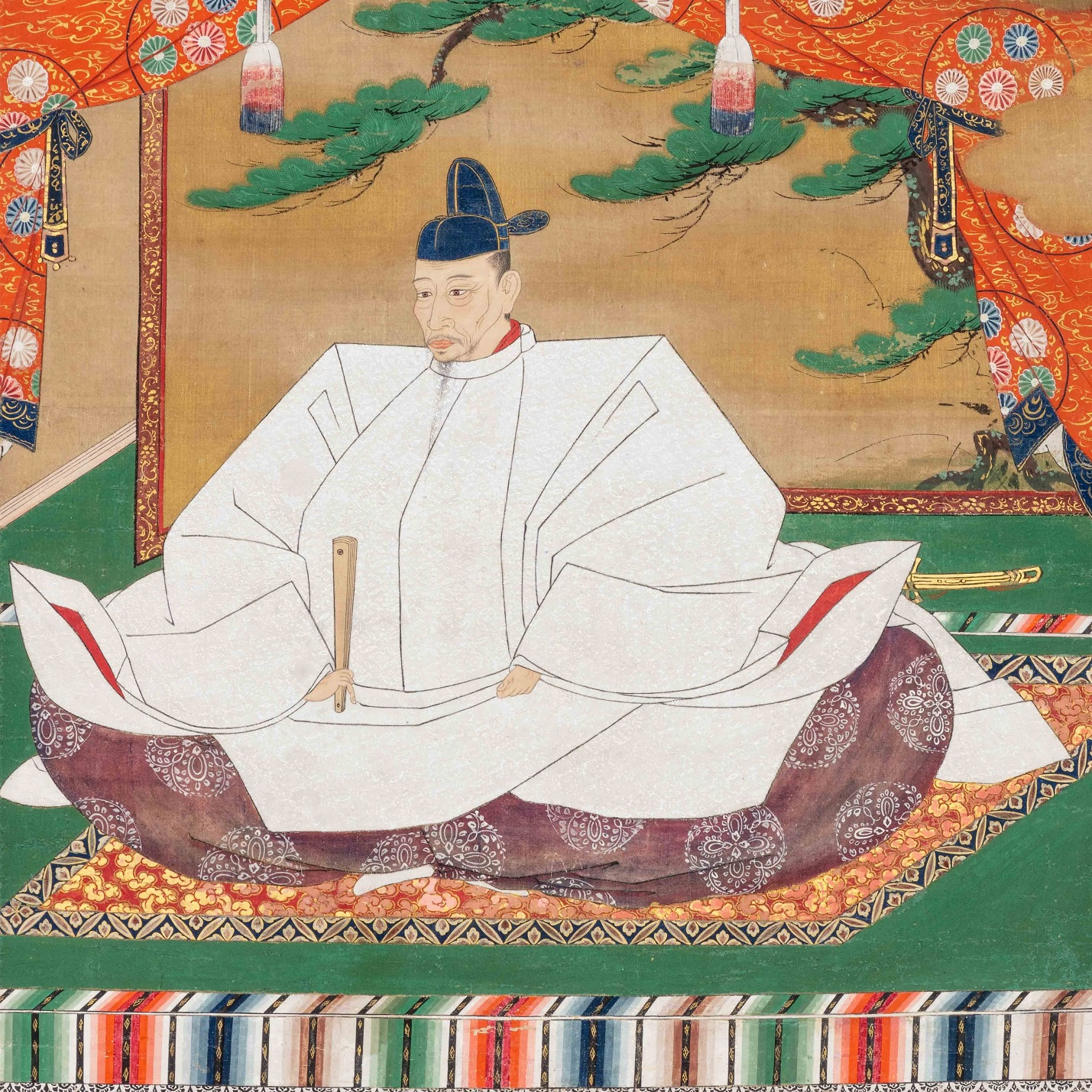
Тоётоми Хидэёси — постоянный работодатель и покровитель Тёдзиро.

## Комментарии
1. ↑  По другой версии данный документ относится ко второму представителю этой школы — Тёкею (Дзёкею). Николаева Н. С. Япония XVI столетия. Чайный культ и чайная церемония. В книге: Николаева Н. С. Художественная культура Японии XVI столетия. Москва. 1986. Архивная копия от 24 сентября 2015 на Wayback Machine